# Wnuk-Czapiewski
Wnuk-Czapiewski (Wnuk) – kaszubski herb szlachecki, znany z jedynego wizerunku pieczętnego.

## Opis herbu
Opis z wykorzystaniem zasad blazonowania, zaproponowanych przez Alfreda Znamierowskiego:
W polu niewiadomym krzyż grecki, pod nim gwiazda. Klejnotu, hełmu, korony i labrów brak.

## Najwcześniejsze wzmianki
Rekognicjarz poborowy z 1570, pieczęć przyłożona przez Macieja Wnuk-Czapiewskiego z Czapiewic.

## Herbowni
Czapiewski (Czapienski, Czapiewsky, Czapiński). Rodzina używała też licznych przydomków: Gran (Gron, Grzanka), Jajeczek, Prusak (Pruszak), Wnuk, Złosz, Janta, Paszk, Ranoch (Renoch), Rumel, Samek (Zamek), Stosz (Wstosz), Ukleja, Wojan (Wojen), Żłop, Żuroch.
Ten konkretny herb pochodzi z pieczęci Wnuk-Czapiewskiego.
Granowie używali herbu Gran (Żernicki), albo Drzewica (również Żernicki), zaś według polskich autorów Jastrzębiec (Borkowski, Boniecki). Jantowie używali herbu Janta vel Białk (Żernicki). Pruszakowie i Żurochowie mieli używać herbu Leliwa, bądź jej odmiany (Czapiewski II). Żurochom przypisywano też herb Sas i Czapiewski III. Pruszakom przypisywano też herb Pielesz. Zachowały się odciski pieczęci z herbami nieznanego Czapiewskiego i Złoszcz-Czapiewskich. Ci ostatni mieli także, razem z Żłop-Czapiewskimi, posługiwać się Brochwiczem III, albo Ostoją. Ponadto, Czapiewscy z poznańskiego, nie wiadomo czy spokrewnieni z kaszubskimi, używali Pomiana.
Istniała inna kaszubska rodzina Wnuk, w gałęziach nosząca nazwiska Dąbrowski, Ciemiński i Lipiński, używająca herbu Wnuk.